# Біда (фільм)
«Біда́» (рос. «Беда») — радянський художній фільм режисерки Дінари Асанової, знятий за сценарієм Ізраїля Меттера на кіностудії «Ленфільм» у 1977 році.

## Сюжет
Фільм про розпад особистості тихого алкоголіка В'ячеслава Кулигіна. Головний герой, чоловік середніх років, живе в невеликому робітничому селищі, працює зварювальником на автобазі. Усе дозвілля він віддає пияцтву — або в компанії, або на самоті. Напившись, мордує дружину безглуздими й безпідставними підозрами в невірності, ображає матір. При спробах близьких людей відлучити його від спиртного стає агресивним. Під час запою виносить з будинку речі, які мають хоча б якусь цінність. Не маючи грошей на горілку, заліз до селищного магазину, чинив опір міліції і був засуджений до позбавлення волі. Зінаїда, змучена нестерпним шлюбом, подала на розлучення. Від Кулигіна відвернулися всі, хто був у його житті, тільки мати не може кинути сина. Вона провела в дорозі кілька діб заради недовгого побачення в колонії і готова залишитися в цій глушині, щоб бути з ним поруч.

## У ролях
- Олексій Петренко —  В'ячеслав Кулигін
- Олена Кузьміна —  Алевтина Іванівна, мати Кулигіна
- Лідія Федосеєва-Шукшина —  Зінаїда, дружина Кулигіна
- Георгій Бурков —  Микола Маслаков
- Геннадій Дюдяєв —  Гусєв, товариш по чарці Кулигіна
- Федір Одиноков —  дядя Коля, бригадир
- Марія Виноградова —  Клава, буфетниця
- Ігор Єфімов —  майор міліції
- Юхим Каменецький —  начальник колонії
- Андрій Лавриков —  музикант на танцях у клубі
- Олександр Богданов —  хлопець у поїзді
- Олександр Анісімов —  прапорщик Бобильов

## Знімальна група
- Режисерка: Дінара Асанова
- Сценарист: Ізраїль Меттер
- Оператори:  Анатолій Лапшов, Микола Строганов
- Композитор: Євген Крилатов
- Художник: Євген Гуков